# Groß Orden
Groß Orden ist eine Wüstung rund ein Kilometer östlich von Quedlinburg und ein wichtiger archäologischer Fundort in Sachsen-Anhalt.
Die ehemalige Dorfanlage ist eine der Quedlinburger Wüstungen. Sie befand sich auf der östlichen Seite des Bodetals am Bicklingsbach und wurde um 804 als Orda erwähnt. Das Dorf existierte bis zum Jahr 1477, als die Dorfbewohner nach Quedlinburg zogen.
Im 19. Jahrhundert wiederentdeckt, wurden bei „archäologischen“ Grabungen die Kirche freigelegt und die heute im Quedlinburger Schlossmuseum gezeigte Goldscheibenfibel mit antiker Gemme entdeckt.
Seit den 1990er Jahren wurden mehr als acht Großgrabungen auf dem ehemaligen Dorfareal durchgeführt. Dabei konnten bspw. viele Nachweise für Textilproduktion im 10. Jahrhundert, wie Webstühle oder eine komplette Kalksteindrechslerei freigelegt werden.
Koordinaten: 51° 47′ 6,55″ N, 11° 10′ 7,69″ O